# Current Oncology Reports
Current Oncology Reports, abgekürzt Curr. Oncol. Rep., ist eine wissenschaftliche Fachzeitschrift, die vom Springer-Verlag veröffentlicht wird. Die Zeitschrift erscheint mit sechs Ausgaben im Jahr. Es werden Übersichtsarbeiten veröffentlicht, die sich mit der Behandlung von Krebserkrankungen beschäftigen.
Der Impact Factor lag im Jahr 2015 bei 2,653. Nach der Statistik des ISI Web of Knowledge wird das Journal mit diesem Impact Factor in der Kategorie Onkologie an 122. Stelle von 213 Zeitschriften geführt.